# Саргон II
Саргон II (аккад. 𒈗𒁺, Шарру-кин; дословно — «Царь истинный») — царь Ассирии (Новоассирийское царство) приблизительно в 722—705 годах до н. э.
Саргон II, младший сын Тиглатпаласара III, вступил на престол после смерти своего старшего брата Салманасара V в 722 году до н. э., и был настроен вернуть Ассирии былое могущество. О периоде правления Саргона II сохранилось много глиняных документов.
В 722—719 годах до н. э. Саргон II был занят военными действиями на западе — в Сирии и Палестине, расчистил стратегически важные для Ассирии торговые пути в Малую Азию, а с 718 года до н. э. перенёс военные действия на север. Действия Саргона II всегда были тщательно подготовлены, в его резиденции, Дур-Шаррукине, сохранились клинописные таблички с разведывательными донесениями из Урарту.

## Биография

### Приход к власти
В своих надписях Саргон II ничего не говорит о своем отце. Из этого, а также из его имени Саргон: дословно — «Царь истинный» — характерного для узурпатора, следует, что его права на престол были весьма проблематичны. Но по своим способностям он мало в чём уступал Тиглатпаласару III. Между тем, перед ним стояли трудные задачи. В Вавилонии захватил власть халдейский вождь Мардук-апла-иддин II. На севере Урарту оправилось от разгрома, учиненного Тиглатпаласаром, и вновь готовилось к активным действиям. В Сирии и Палестине возникла новая антиассирийская коалиция.

### Неудачный поход в Вавилонию
Саргон II начал с внутренних дел. Он торжественно подтвердил и умножил древние привилегии городов и храмов, в том числе и в Вавилонии. Однако Мардук-апла-иддин II заключил союз с Эламом. Поход на Вавилонию, предпринятый в 721 году до н. э., окончился для ассирийцев плачевно. В сражении у Дера Саргон потерпел поражение от эламского царя Хумбан-никаша. Мардук-апла-иддин с войском поспешил на помощь своему эламскому союзнику, но к началу сражения опоздал. Вавилоняне прибыли только тогда, когда ассирийцы уже обратились в бегство. Однако союзники не сумели извлечь пользу из своей победы, город Дер по-прежнему остался под властью ассирийцев.

### Разгром сирийских княжеств и Израильского царства
Зато в Сирии ассирийцы добились полного успеха. По свидетельству «Анналов Саргона II», в 721 году до н. э. взятием Самарии было завершено завоевание Северного Израильского царства. 27 280 наиболее видных израильтян было переселено в Мидию и Месопотамию, а на их место были пригнаны арамеи и колонисты из Вавилона, Куту и др. городов. Страна обращена в провинцию, а в Самарии посажен ассирийский наместник. Находившийся в союзе с Израилем царь Хамата Илубиди (или Яубиди) вместе с Симиррой, Арпадом и Дамаском был разбит у Каркара в 720 году до н. э., взят в плен и казнён. Саргон II превратил в руины Хамат, сжег Каркар, а хаматскую территорию обратил в провинцию. В том же году при Рафии (несколько южнее Газы) потерпел поражение царь Газы Ганнон и пришедшее ему на помощь нубийско-египетское войско фараона Шабаки. Ганнон попал в плен к ассирийцам, Рафия была сожжена, египтяне отступили. Саргон покорил также арабские племена тамуд, ибабиди и др., примкнувшие к союзу. В 720 году до н. э. из Сирии ассирийцы вывели 90 000 человек.

### Неудачная попытка взять Тир
Военные действия по отношению к Тиру носили несколько более трудный характер. Несмотря на то, что в распоряжение ассирийского царя поступил финикийский флот, предоставленный ему теми финикийскими городами, которые соперничали с Тиром, в составе 60 судов и 8 тысяч гребцов (Тир же имел только 12 кораблей), захватить островной город никак не удавалось. Попытка лишить Тир воды, подвозимой с материка, путём выставления гарнизонов у всех речек и колодцев в окрестностях Тира также не имела успеха. Тиряне стали копать колодцы на острове и собирать дождевую воду. Только после трёхлетней осады эта война в 720 году до н. э. закончилась миром. Ассирийцы так и не смогли взять Тир, но вероятно Элулай всё же согласился заплатить дань.

### Помощь царю Манны
На третьем году своего правления (около 719 года до н. э.) Саргон II оказал военную помощь царю Манны Иранзу в его борьбе с царём Зикерту Метатти и царем Урарту Русой I. С помощью ассирийских осадных отрядов маннеи захватили крепости Шуандахуль, Дурдукка, Суккиа, Бала, Абитикна. Население и движимое имущество этих крепостей было забрано в Ассирию, а стены и территория переданы Иранзу.

### Действия на юго-востоке Малой Азии
В 718 году до н. э. Саргон II подавил восстание на юго-востоке Малой Азии, где страны Шинухте, Хилакку и др. выступили в союзе с Урарту против Ассирии. После поражения, нанесённого Тиглатпаласаром III, урарты не выступали открыто против Ассирии, но путём тайных союзов и интриг подстрекали те или иные государства или провинции Ассирии к антиассирийским выступлениям. Киакки, царь Шинухте, потерпел поражение. Ассирийцы взяли в плен 30 колесниц, его самого и 7350 его воинов. Город Шинухта был отдан оставшемуся верным Ассирии царю Туны (антич. Тиана) Матти, а Хилакку Саргон отдал в качестве приданого за своей дочерью Ахатабишей царю Табала, сыну Хулли Амбарису.

### Уничтожение царства Каркемиш
На пятом году правления (717 год до н. э.) Саргон II захватил Каркемиш и казнил последнего его царя Писириса. А союзник Писириса царь мушков (фригийцев) Мита (Мидас), поспешивший на помощь Каркемишу, был отброшен ассирийскими войсками на свою территорию. Территория царства Каркемиш была обращена в провинцию Ассирийской державы. Затем ассирийцы двинулись против городов Папа и Лаллукна, население которых подняло восстание, надеясь на поддержку страны Какме (какой-то народ севера). Но ассирийцы разгромили и переселили их в Дамаск.

### Военные действия в Манне

Ассирия и её соседи

В 716 году до н. э. против царя Манны Азы, сына Иранзу, восстали правитель Зикерту Метатти, правитель Аидии Телусина, правитель Уишдиша Багдатту и другие наместники, действующие, очевидно, по совету царя Урарту Русы I (ассир. Урсу). По-видимому, Азе ставился в вину союз с Саргоном II. Аза был схвачен и убит. Саргон немедленно выступил в поход. Он захватил 8 крепостей и 4200 жителей у Тулусины. Метатти бежал вместе со своими людьми в горы, но Саргон сжёг его столицу Парду, а также 23 города в его окрестностях. Также ассирийцам удалось схватить Багдатту. Саргон приказал содрать с него кожу и выставить его труп на обозрение маннеям. На престол Манны был посажен Уллусуну, другой сын Иранзу.
Однако, окружённый сторонниками антиассирийской партии, Уллусуну немедленно отложился от Ассирии и пытался заключить союз с Урарту. Он уступил Русе I двадцать две крепости, по-видимому, в пограничной с Ассирией полосе, и втянул в антиассирийское выступление правителей пограничных с Ассирией долин в верховьях Малого Заба; Итти, правителя Аллабрии и Ашшурле, правителя Караллы. В ответ на это Саргон II захватил столицу Манны Изирту и две важнейшие центральные крепости Зибие и Армаит. Уллусуну сдался на милость победителя и (поскольку он, видимо, принадлежал собственно к ассирийской партии и действовал до сих пор по принуждению своих приближённых) был возвращён на царство. Что касается Итти и Ашшурле, то первый был сослан со своей семьёй в ассирийские владения, а со второго была живьем содрана кожа, а его область была причислена к ассирийской провинции Замуа (Луллуме). Два пограничных района — Никсамма и Шургадиа — были захвачены ассирийцами, отделены от Манны и присоединены к ассирийской области Парсуа.

### Создание провинции Кишессу
Затем Саргон II продолжил поход далее на юго-восток, в районы слабо контролируемые Манной или вовсе ею не контролируемые. В анналах Саргона говорится о захвате крепости Кишессу в верхнем течении Кызыл-Узена и взятии в плен её правителя Бел-шарр-уцура («Владыка, храни царя»), а крепость была переименована в Кар-Нинурта («Крепость Нинурты»). Здесь была воздвигнута стела Саргона и поставлен гарнизон во главе с областеначальником. Таким образом, была создана новая ассирийская провинция Кишессу, к которой были присоединены также изъявившие покорность области Бит-Сагбат, Бит-Хармали, Бит-Умарги и крепости Хархубарра, Киламбати и Армангу.

### Создание провинции Хархар
Между тем жители крепости Хархар изгнали своего «владыку поселения» по имени Кибаба и обратились к Тальте, царю Эллипи с просьбой принять их в подданство. Продолжая поход, Саргон II занял Хархар и увёл его жителей в плен, а на место прежних жителей были поселены переселенцы, по всей видимости, израильтяне. Хархар был сильно укреплён и сделан центром ассирийской провинции, включавшей также Область Верхней Речки, или Арензешу (Аразиаш или же Эрензиаш других текстов), Область Нижней Речки, или Бит-Раматуа (точнее было бы Бит-Раматеа, то есть «Династия Раматеи») и области Урикату, Сигрис, Шапарда (или Сапарда) и Уриакку.

### Выступление мидян
В 715 году до н. э., на седьмом году правления Саргона II, восстал один из весьма многочисленных мелких мидийских правителей по имени Дайаукку (греч. Дейок). Ассирийские источники называют Дайаукку наместником царя Манны. Видимо, Дайаукку первоначально и вправду поставил своё новое, ещё совсем небольшое и слабое государство под покровительство могущественной в то время Манны. После захвата Саргоном в 716 году до н. э. крепостей Кишессу и Хархара и создания там двух ассирийских провинций, от области, которой управлял Дайаукку, была отрезана значительная часть территории. По-видимому, в его руках осталась лишь небольшая часть долины Кызыл-Узена выше Мианэ. Дайаукку стало ясно, что покорный ассирийцам царь Манны Уллусуну не является опорой и защитой его государства. На это указывал ему и урартский царь Руса I, начавший, между тем, военные действия против Уллусуну в качестве карательного мероприятия за его переход на сторону ассирийцев. Анналы Саргона сообщают, что ещё в 716 году до н. э. Руса, заняв 22 маннейские крепости, побудил Дайаукку к отпадению от Манны, причем Дайаукку послал Русе своего сына в качестве заложника и представителя.

### Саргон II громит мидян и их союзников
В 715 году до н. э. Саргон II предпринял поход в Манну, отнял эти двадцать две крепости у Урарту и присоединил их к Ассирии. После чего он двинулся против Дайаукку, захватил его в плен и вместе с семьёй сослал в Сирию, в Хамат (ассир. Аматту). Продолжая наступление вниз по Кызыл-Узену, Саргон вступил в Андию (или Мисианду), владение Телусины, бывшего в союзе с Русой ещё, по крайней мере, с 719 года до н. э. Отсюда было уведено в плен 4200 человек и много скота. Для того чтобы подчеркнуть своё верховенство над всей восточной территорией, Саргон воздвиг в столице Манны Изирте своё изображение.
Тем временем началось большое восстание в только что покорённой провинции Хархар. Это восстание, по-видимому, было делом рук мидийского племенного союза и, возможно, поддерживалось из Эллипи. Оно перекинулось на соседние провинции, в том числе на Бит-Хамбан и Намар. В числе восставших областей Саргон II упоминает Бит-Сангибути, Уриакку (Уриангу), Сигрис, Шапарду и Уппарию. Ассирийские войска двинулись против восставших. В областях Верхней и Нижней Речки им удалось взять несколько крепостей; из них четыре: Кишешлу, Киндау, Анзариа и Бит-Багайа были переименованы в Кар-Набу («Крепость Набу»), Кар-Син («Крепость Сина»), Кар-Адад («Крепость Адада») и Кар-Иштар(«Крепость Иштар»), и там были размещены постоянные ассирийские гарнизоны. Вновь занятая крепость Хархар также была очень сильно укреплена, «для покорения Мидии», как сообщают анналы. В области Бит-Хамбан была взята крепость Кимирра, и свыше 2530 человек было уведено в плен. Однако Саргону в Мидии так и не удалось подчинить захваченные им территории так, как были подчинены другие провинции. Местные правители остались сидеть в своих владениях в пределах провинции и обязались лишь платить Ассирии дань.

### Саргон II задумывает расправиться с Русой I
Узнав о том, что весной 714 года до н. э. орды киммерийцев нанесли жесточайшее поражение урартскому царю Русе I, Саргон II решил воспользоваться сложившейся обстановкой и вытеснить урартов из Приурмийского района. Начавшийся в июне того же года 8-й поход Саргона был задуман как карательная экспедиция против союзников Русы — Зикерту и Андии, всё ещё не приведенных к покорности. В начале похода Саргон вступил в маннейскую область Сурикаш. Сюда была доставлена дань Манны самим царём Уллусуну с советниками и приближёнными. Затем ассирийцы прошли через владения маленького зависимого царства Аллабриа (в верховьях Малого Заба), где Саргон получил дань конями и скотом со своего ставленника Бел-апал-иддина («Владыка даровал наследника»), заменившего смещённого два года назад Итти. Потом Саргон перешёл в ассирийскую область Парсуа, возможно, для того, чтобы создать ложное представление о своих истинных намерениях. Сюда Саргону была доставлена дань от «владык поселений» с ранее покорённых Ассирией территорий в Мидии и областей, непосредственно примыкавших к ним. Поименно текст называет 26 правителей, причём список возглавляет Тальта, царь Эллипи. Они доставили Саргону коней, мулов, рогатый скот и двугорбых верблюдов.

### Обходной манёвр
Создавалось впечатление, что Саргон II собирается повторить поход на Центральную Мидию, но намерения его были совершенно иными. Из Парсуа ассирийский царь перевалил через горы и вступил в маннейскую область Миссу (Месу). Здесь, согласно предварительной договорённости, в крепости Зирдиакка (Сирдакка, Дурдукка) его поджидал Уллусуну, подготовивший продовольственные склады и доставивший «дань» — коней и скот для ассирийского войска. В совещании с Уллусуну, Саргон, якобы по просьбе маннейского царя, обещал начать поход против Урарту, с целью возвратить Манне утраченную ею территорию на южном и западном берегах озера Урмия. Затем был устроен пир в честь Уллусуны и маннеев, причём царь Манны, хотя и был посажен ниже Саргона, однако выше, чем когда-то его отец Иранзу. Это было равносильно признанию Манны союзной державой. Здесь же были получены запоздавшие умилостивительные дары от правителей двух крепостей Гизильбунды — Зизи из Аппатара и Залая из Китпата, расположенных на границе с Парсуа.
Однако, несмотря на обещание начать войну с Русой I, а может быть опять-таки, чтобы ввести неприятеля в заблуждение, Саргон II продолжил путь из Зирдиакки по южной и юго-восточной окраине Манны, направляясь против Зикерту. В маннейской крепости Панзиш, пограничной как с Зикерту, так и с Андией (по-видимому южнее Мианэ) была создана продовольственная база похода. Затем Саргон вступил в область Лукане, на территории царя Зикерту Метатти. Метатти применил старую тактику, оставив свою резиденцию, крепость Парду, он укрылся на горе Уашдирикка. Однако он не ограничился этим, а срочно бросил свои воинские силы на соединение с Русой, который тем временем, услышав о намерении Саргона углубиться в страну Зикерту, спешил с запада с целью отрезать его с тыла и разгромить. Возможно, что отход Метатти на гору Уашдирикку и занятие обороны там, было отвлекающим манёвром, целью которого было задержать Саргона и дать возможность собраться силами антиассирийской коалиции.
Разгадав этот манёвр, Саргон II опрокинул заслон, оставленный Метатти на перевале через Уишдирикку, разгромил 13 зикертских крепостей, после чего резко повернул на запад на занятую урартами маннейскую область Уишдиш (район Мараге). В Уишдише Саргон получил от своего агента царька Аллабрии Бел-апал-иддина подтверждение о приближении войск Русы I. С целью выиграть время Саргон, не дожидаясь подхода основной части своих войск, двинулся на врага в сопровождении всадников и отряда Син-ах-уцура («Син, брата храни») своего близкого друга, которому впоследствии Саргон построил дворец в Дур-Шаррукине, рядом со своим дворцом.

### Разгром армии урартов
Ничего не подозревавший о приближении Саргона II, Руса I встал лагерем на горе Уауш (г. Сахенд к северу от Мараге) в стране Уишдиш. Саргон внезапно, среди ночи напал на лагерь урартов и разбил их наголову. Урарты понесли огромные потери, много всадников и знатных урартов попало в плен. Сам Руса, как говорится в тексте, бросил свою боевую колесницу и был вынужден спасаться верхом на кобыле. После разгрома урартов ассирийцы подвергли разорению область Уишдиш, многие поселения были разрушены и сожжены. Затем, сломив сопротивление мощной пограничной крепости Ушкайа (урарт. Ашкайа), расположенной на горе Маллуа (г. Кухе-Айнахлы), стены которой в основании достигали 8 локтей (4 метров) толщины, а также уничтожив 115 окрестных поселений, Саргон вступил в область Суби (восточное побережье озера Урмия), где разводились верховые лошади для урартской конницы. Область Суби была началом пределов Урарту, хотя, судя по характеристике Саргона, урартским владением она стала сравнительно недавно, ибо с одной стороны «люди, живущие в этой области, во всем Урарту не имеют равных в умении обучать коней для конницы», но с другой, эта область — «Суби, которую люди Урарту называют страной маннеев». Здесь была захвачена и разрушена крепость Аниаштаниа, с конюшнями урартского армейского резерва конницы, вместе с 17 окрестными поселениями, а также двойная крепость Таруи-Тармакиса (вероятно, Тебриз), в стране племени делийцев (предположительно предков талышей), также база урартского резерва конницы.

### Саргон II двигается вдоль берега озера Урмия

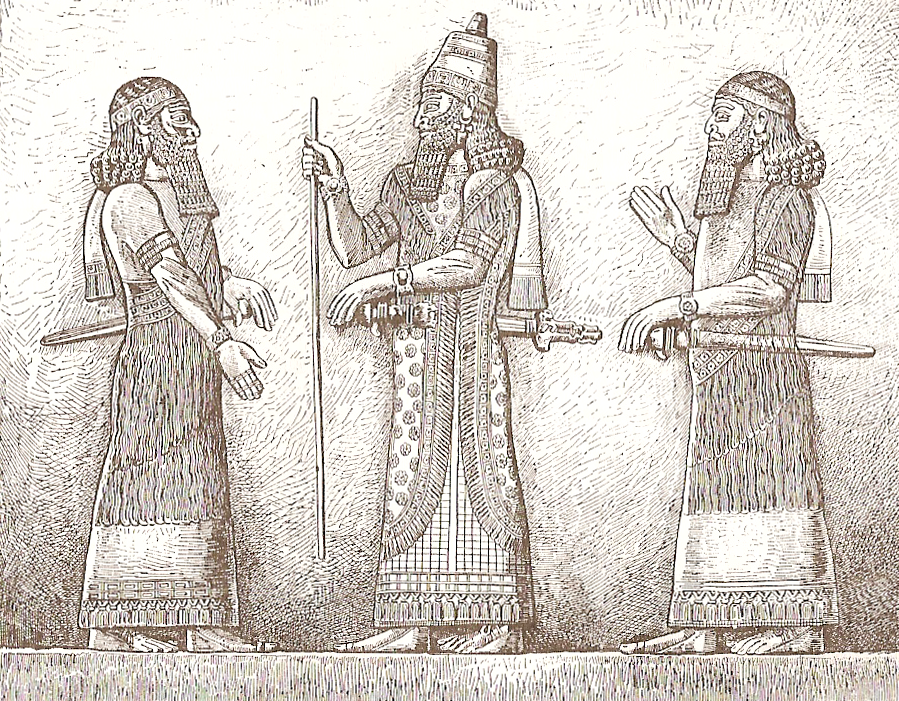
Ассирийский царь Саргон II и его визирь. Зарисовка барельефа из Дур-Шаррукина

Из Суби Саргон II прошёл в большую область Сангибуту, состоявшую из трёх стран: Улху, Бари и собственно Сангибуту (не смешивать с Бит-Сангибути в западной Мидии). Эта область располагалась на восточном берегу Урмии, на территории долины р. Аджи-чай. Наиболее важным городом этой области был Улху (в районе г. Меренд), охраняемый крепостью Сардуризурди. Города были обнесены высокими стенами (120 рядов кирпича, то есть около 14 метров). В Улху имелся дворец урартского царя. Жители области, предупрежденные сигнальными огнями, поспешили укрыться в горах, а ассирийцы, захватив Улху, предали все страшному разгрому. Описывая разорение этой страны, Саргон впервые начинает подчёркивать уничтожение садов и, главное, каналов, в сооружении которых урарты славились особым умением. Эта территория была, по-видимому, урартской со времен Менуа и за 100 лет мирного владения ею урарты превратили её в цветущий край, описанный Саргоном с нескрываемым восхищением, но уничтоженный им в «ярости сердца».
Армарили, следующая по маршруту Саргона II страна, находящаяся в горах между озёрами Урмия и Ван, была уже коренной территорией Урарту. Ассирийцы взяли здесь Арбу, город отца Русы I, Риар, город Сардури и ещё 7 укреплённых городов, где помещались гарнизоны и жили родственники урартского царя. Все эти города по приказу Саргона были сровнены с землёй. Затем ассирийцы вступили в страну Айаду, в которой было «30 городов, расположенных на берегу волнующегося моря» (то есть в юго-восточном углу озера Ван). Описывается захват городов Аргиштиуна и Каллания. После чего ассирийцы перешли реки Аллурну, Каллания и Кинайа и прибыли в крепость Уаиаис (Уаси) в стране Уаза, границе владений Урарту. Царь следующей по маршруту Саргона страны — Хубушкии, Ианзу, не посмел сопротивляться ассирийцам и в своей царской резиденции г. Хубушкин принёс Саргону богатые дары — лошадей, крупный и мелкий рогатый скот и т. д.

### Нападение на Мусасир
Возмутившись тем, что Урзана, правитель Мусасира (по-ассирийски — «Нора змеи», урартское же название этого города было Ардини) не принёс податей и не прислал гонца, чтобы приветствовать его, Саргон II отпустил основную часть войска в Ассирию, а сам с тысячей воинов через труднодоступные перевалы подступил к Мусасиру. Урзана бежал в горы, оставив в городе свою семью. Ассирийцы захватили в плен 6110 человек, в том числе жену, сыновей и дочерей Урзаны, а также большие стада скота. Во дворце Урзаны Саргон захватил 34 таланта 18 мин (1040 кг) золота. 167 талантов 2,5 мины (5060 кг) серебра, чистую медь, свинец, сердолик, лазурит и несметное количество драгоценных камней. А в храме почитаемого всеми уруртами бога Халди было захвачено, вероятно, значительное количество золота (точная цифра не сохранилась), 162 таланта и более 20 мин (ок. 5 тонн) серебра, более 109 т меди в слитках. Захваченные ассирийскими завоевателями запасы золота, серебра и меди были не только в виде слитков, но и изделий из этих ценных металлов. Особенно замечательны, судя по описанию ассирийцев, были 6 золотых щитов (5 талантов 12 мин золота, то есть более 150 кг), украшенных головами оскаленных собак, и 12 серебряных щитов с изображением голов дракона, льва, тура. Удивляет необычайное множество бронзового оружия: 25 212 бронзовых щитов, 1514 копий из бронзы, 305 412 мечей и кинжалов, не говоря уже о других предметах вооружения. Видно, муцацирский храм был хранилищем уже устаревшего и более не используемого бронзового оружия. Наряду с бронзовым оружием ассирийцами было захвачено множество бронзовых сосудов. Особенно выделялись своими размерами три больших бронзовых котла с крышками, вмещавших 50 мер (1312 литров) жидкости и грандиозный бронзовый бак вместимостью в 80 мер (около 2100 литров), наполненный вином, использовавшимся урартскими царями для возлияния богу Халди. Что касается более мелких бронзовых сосудов храма, то они исчислялись сотнями. Кроме того, было захвачено несколько статуй из бронзы, например статуя Сардури, отца Ишпуини, статуя Русы I и др. Также были вывезены изображения бога Халди и его супруги богини Багмашту.

### Самоубийство Русы I
Такое богатство скромной и зависимой от Урартского царства области отнюдь не являлось результатом её экономического развития. Источники все время подчеркивают щедрость урартских царей в отношении наиболее почитаемого религиозного центра — Мусасира, который к тому же, по-видимому, играл роль запасного казнохранилища. Вполне возможно также, что Руса I, ожидая вторжения Саргона II в центральную часть своего государства, перевёз царскую казну в Мусасир. Может быть, именно это обстоятельство и толкнуло Саргона на чрезвычайно трудный поход через лесистые горы. Как гласят ассирийские летописи, Руса, узнав о падении Мусасира, окончил жизнь самоубийством, бросившись на кинжал. Царство Мусасир после этого было включено в состав соседней провинции Государственного Глашатая и потеряло самостоятельность. Всего за время 8-го похода Саргона урарты потеряли 430 крупных поселений в 7 областях своего царства.

### Поход в Мидию
В 713 году до н. э. Саргон II предпринял свой 9-й поход, на этот раз в Мидию. Поводом послужило восстание в области Каралла (в одной из долин в верховьях Малого Заба), где жители изгнали ассирийского ставленника и поставили над собой царём Амиташши, брата Ашшурле, казнённого Саргоном в 716 году до н. э. Ассирийцы разгромили жителей Караллы, 2200 человек было взято в плен, бежавшие Амиташши и его приближённые были пойманы и казнены. Затем, вступив в Эллипи, Саргон утвердил царя Тальту (или Дальту) на престоле, что было необходимо, так как ассирийская ориентация последнего вызвала возмущение его подданных, в том числе и знати. Отсюда ассирийское войско двинулось вглубь Мидии. Плохо сохранившийся текст в качестве захваченных областей перечисляет: Уриакки, Уппурия, Сигрис, Агази, Амбанда, Бустис, Апсахутти, Парнуатти и др. Уриакки и Уппурия (Уппария, может быть также Нипария у Тиглатпаласара III) известны из других текстов, обе они входили в провинцию Хархар. Другой текст Саргона подтверждает, что области Агази и Амбанда принадлежат к числу областей «мидян у пределов Ариби Востока» то есть далеко на Востоке, у пустыни Дешт-и-Ковир). Там же, видимо, находилась и область Бустис. А такие названия, как Апсахутти, Парнуатти и др. незнакомые по другим текстам, видимо, локализуются восточнее Эллипи. Всего по текстам Саргона он получил дань с 45 мидийских вождей.

### Походы на запад в области Табала
На западе Саргон II предпринял ряд походов в область Тавра с целью одновременно и обеспечить свой фланг, и овладеть «железным путём». Саргон как бы пытался вбить широкий клин между двумя своими врагами Фригией (мушками) и Урарту.
В 713 году до н. э. против Саргона II выступил муж его дочери, царь Табала Амбарис. Опираясь на царя мушков (фригийцев) Миту (Мидаса), Амбарис попытался избавиться от опеки ассирийского царя. К восстанию Табала примкнул также царь Мелида Гунзинану. Саргон совершил поход на запад. Царь Мелида Гунзинану был изгнан из своей страны, а на его место ассирийский царь посадил некого Тархунази. Затем ассирийцы вторглись в Табал. Царь Амбарис потерпел поражение, был взят в плен и вместе с семьёй, своими приближёнными и 100 колесницами увезён в Ассирию. Территория Табала была разделена на две провинции: Бит-Буруташ и Хилакку. Инцидент с Митой, который в 713 году до н. э. захватил ряд крепостей ассирийской провинции Куэ, быстро закончился миром. С северо-востока на мушков стали наступать киммерийцы, и это заставило Миту вернуть захваченное и подумать о собственной защите.

### Десятый поход Саргона II
В 10-й год правления Саргона II (712 год до н. э.) восстал посаженный самим Саргоном в предыдущем году царь Мелида (Комману) Тархунази. Саргон завоевал страну Комману до крайних пределов и разгромил столицу Тархунази город Мелид. Тархунази бежал в г. Тиль-Гаримму (в Библии Тогарма, современный Гюрюн, выше Малатьи на реке Тохма), но ассирийцы захватили и этот город. Тархунази был схвачен, закован в железные цепи и вместе со своими женой, сыновьями, дочерьми, а также с пятью тысячами пленных воинов был отправлен в Ашшур. Саргон заново заселил Тиль-Гаримму людьми из стран, завоёванных ранее. Страна Комману была обращена в провинцию, и там был посажен ассирийский областеначальник. На границе Комману было заложено 10 сильных крепостей. Кроме того, Саргон основал города-крепости Лухсу, Бурдир, Анмурру, Андурсалиа и др., на границе с Урарту, а города Уси, Усиан, Уаргин основал на границе со страной мушков (Фригией). Также были основаны крепости и на других границах державы.

### Одиннадцатый поход Саргона II
В 711 году до н. э. царя Гургума Тархулару убил его сын Муталлу III и сел на престол, без ведома ассирийского царя. Ассирийцы немедленно предприняли поход на город Маркасу (современный Мараш) — столицу Гургума. Муталлу, его сын и их родственники были взяты в плен. Золото, серебро и имущество его дворца были вывезены в Ассирию, а население Гургума было переселено в новое место. Гургум был обращён в ассирийскую провинцию.
В том же году против Ассирии образовалась большая коалиция на юге восточно-средиземноморского побережья, центром которой стал Ашдод. В эту коалицию кроме Ашдода вошли Эдом, Моав, и Иудея. Коалиция заключила также союз с Кушито-Египетским царством и к фараону Шабаке участники восстания послали свои почтительные дары. Попытка ассирийцев устроить в Ашдоде дворцовый переворот и привести к власти брата местного правителя вызвала ещё большее возмущение. Ассирийский ставленник был свергнут и на трон возведён простой воин Иамани. Однако Саргон II захватил Ашдод. Иамани бежал к своему союзнику в Египте, но был выдан фараоном ассирийцам. Ашдод стал ассирийской провинцией. Кроме того, Саргону принесли свои дары фараон Египта, царица северо-восточных арабов Шамси и царь Сабы Итаамар (или Ятаамар) в виде золота, благовоний, лошадей, верблюдов, охотничьих собак, экзотических зверей.

### Поход в Вавилонию
В 710 году до н. э. Саргон II двинул свои войска на юг, в Вавилонию. Одна группа войск захватила территории между Эламом и Вавилоном. Саргон подарил сбор дани с этой новообразованной области храму Мардука в Вавилоне, что вызвало активную поддержку ассирийской армии со стороны вавилонян и других городов Вавилонии. Другая группа разбила под Вавилоном Мардук-апла-иддина II и захватила Вавилон. Мардук-апла-иддин II бежал в свои исконные земли, в халдейскую область Бит-Якин на юге Вавилонии.
В 709 году до н. э. Саргон II вторгся в эту область, захватил столицу Мардук-апла-иддина Дур-Якин и освободил из тюрем вавилонян, посаженных туда халдейским вождём. 90 тысяч халдеев было выселено в Ассирию, но самому Мардук-апла-иддину удалось ускользнуть от ассирийцев и укрыться среди недоступных болот Приморья. Вавилонской знати были возвращены конфискованные земли. Вавилон, Сиппар, и Ниппур получили обратно свои привилегии и автономию. Такие же или несколько меньшие права были предоставлены ещё девяти вавилонским городам (Ашшур и, кроме того, Харран получили привилегии ещё при вступлении Саргона на престол). Саргон короновался царём Вавилона. Своего наследника Синаххериба Саргон женил на знатной вавилонянке. Своими действиями Саргон давал понять, что он действует не как захватчик, а как освободитель Вавилона.

### Поход против царя мушков Миты
В том же 709 году до н. э., управившись с вавилонскими делами, ассирийцы развернули наступление против царя мушков Миты, хотя и ограниченными силами — войском наместника Куэ. Были захвачены города, крепости, пленники и большая добыча. Мита, которого теснили и киммерийцы и ассирийцы, выразил, наконец, покорность Саргону II и принёс дань. В этот же год, обеспокоенные усилившемся наступлением греков-ионийцев на Кипр, киприоты направили посольство в Вавилон к Саргону. Надпись Саргона рассказывает: «Семь царей кипрских, обитающих за 7 дней пути среди моря, неизвестные даже по именам его предкам, услышав о его подвигах, поразились и привезли в Вавилон ему дары: золото, серебро, мебель из дорогих пород дерева». В знак того, что он берёт их под своё покровительство, Саргон вручил им стелу со своим изображением и описанием деяний. Это был как бы пограничный знак пределов ассирийского владычества на западе.

### Полное покорение Куммуха
На четырнадцатом году своего правления (708 год до н. э.) Саргон II выступил против царя Куммуха Муталлу, который, готовя восстание против Ассирии, снова заключил союз с царём Урарту Аргишти и прекратил поставку дани. Муталлу потерпел поражение, бежал, но был найден и казнён. Ассирийцы покорили город Куммух и ещё 62 укреплённых города этой страны. Жена Муталлу, его сыновья, дочери и большая часть населения Куммуха были уведены в Ассирию, а опустевшие территории были заселены заново. Куммух был последним более или менее самостоятельным царством на пути к горам Тавра, богатым железом.

### Разгром Эллипи
В 706 году до н. э. ассирийцы предприняли поход в Эллипи. Преданный ассирийцам царь Эллипи Тальта к этому времени умер и против фаворита ассирийцев Аспабары выступил его сводный брат Нибэ, опиравшийся на помощь эламского царя Шутрук-Наххунте II. Саргон II послал против Эллипи войска семи областеначальников. Нибэ с 4500 эламскими лучниками заперся в крепости Марубишту, но крепость была взята, и в ней был размещён ассирийский гарнизон.

### Постройка Дур-Шаррукина
В 717 году до н. э. Саргон на месте деревушки Магганубба, несколько северо-восточнее Ниневии, заложил свою новую резиденцию Дур-Шаррукин («Крепость Саргона»). В 707 году до н. э. строительство новой столицы было закончено. Там был построен великолепный царский дворец на искусственной террасе, обложенной кирпичом, храмы богам и семиэтажный зиккурат высотой 43 метров. Тщательно спланированный город был окружён стеной семикилометровой длины и высотой 20 метров. Ширина стены была так велика, что по дороге, которая проходила по ней, вокруг всего города могли скакать в 7 рядов колесницы, не задевая друг друга. Через каждые 27 метров над стеной возвышалась четырёхугольная башня высотой 24 метров. 22 ташриту (сентябрь/октябрь) 707 года до н. э. город был освящён и статуи богов заняли свои места в новых храмах.

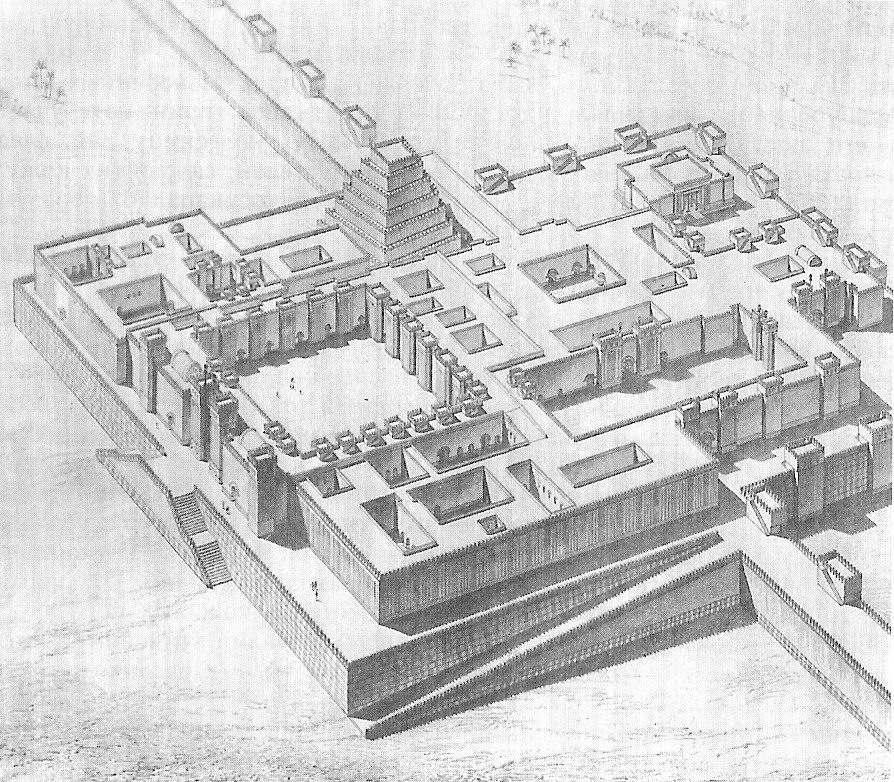
Дворец Саргона II в Дур-Шаррукине (реконструкция)
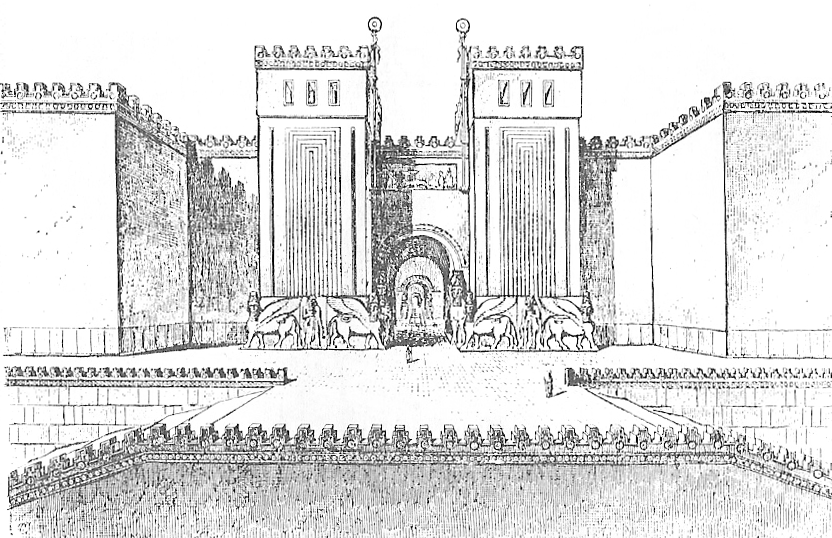
Парадные ворота во дворце Саргона II в Дур-Шаррукине (реконструкция)
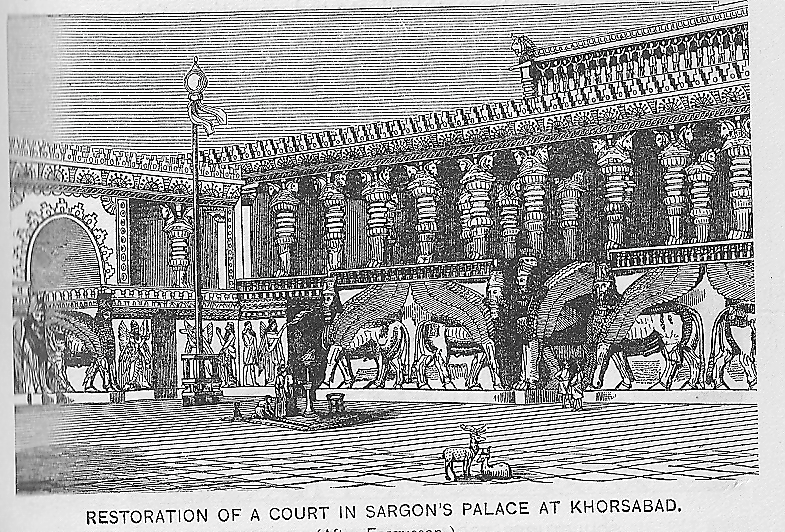
Внутренний двор дворца Саргона II в Дур-Шаррукине (реконструкция)

### Гибель Саргона II
17 лет своего правления Саргон II провёл в беспрерывных войнах, сильно расширив пределы Ассирийской державы. Согласно ассирийским источникам, царь был убит при неясных обстоятельствах во время похода на Табал в 705 году до н. э. «Список эпонимов» добавляет, что Саргон II был убит из-за некого кулуммийца Эшпаи в своём военном лагере.

### Семья
В 1988 г. археолог Муза-хим Махмуд Хуссейн при раскопках в Нимруде в подземном склепе под полами дворца Ашшурназирпала II обнаружил каменные саркофаги двух ассирийских цариц, где, помимо останков самих высоких особ, находилось 20 кг золотых ювелирных украшений тончайшей работы — серьги, кольца, ожерелья, браслеты, булавки и т. д. По клинописным надписям на саркофагах удалось восстановить имена знатных покойниц: Аталия — жена царя Саргона II (721-705 гг. до н.э.) и Йабай — жена Тиглатпаласара III (744-727 гг. до н.э.).  